# سینما تک یزد
پردیس سینمایی تک یک سینما در شهر یزد، ایران است. این سینما که متعلق به بخش خصوصی می‌باشد در سال ۱۳۸۸ با پنج سالن به ظرفیت ۱۲۰۰ نفر با درجه کیفی ممتاز مدرن افتتاح شده است.
از دیگر امکانات این پردیس می توان به سالن بازی و نگهداری کودک،کافی شاپ،بولینگ و بیلیارد اشاره کرد.